# AZS-AWF Warszawa (piłka siatkowa mężczyzn)
AZS-AWF Warszawa – niefunkcjonująca obecnie męska ligowa sekcja polskiego klubu wielosekcyjnego AZS-AWF Warszawa z siedzibą w Warszawie. Czternastokrotny mistrz Polski, trzykrotny zdobywca Pucharu Polski.

## Historia

### Powstanie
Początki sekcji siatkówki mężczyzn przy Akademii Wychowania Fizycznego to rok 1949. Głównym propagatorem pomysłu powołania sekcji był Zygmunt Kraus. To dzięki niemu zgłoszono drużynę AZS-AWF Warszawa do gry w klasie B oraz do rozgrywek o Puchar PZKSS (Polskiego Związku Koszykówki, Siatkówki i Szczypiorniaka) w sezonie 1950-51. W debiutanckim starcie drużyna, składająca się z najzdolniejszych studentów I, II i III roku bielańskiej uczelni nie odniosła dużego sukcesu w Pucharze – awansując jedynie do półfinału regionalnego, jednak już rok później w tych samych rozgrywkach AZS-AWF awansował do finału ogólnokrajowego i zajął 3. miejsce.
W 1951 roku doszło do pierwszego meczu o stawkę dwóch warszawskich drużyn AZS. W finale I edycji Akademickich Mistrzostw Polski AZS-AWF pokonał AZS Warszawa.

### Początek złotej dekady
Trzech lat potrzeba było, by nowo powstały zespół został Mistrzem Polski. Znaczące, w tak szybkim rozwoju sekcji było poparcie, uzyskane od głównych władz AZS. Do bielańskiej drużyny trafili najlepsi siatkarze z drużyn uczelnianych, m.in. AZS Politechniki. W 1951 roku nie odbyły się rozgrywki o krajowe mistrzostwo. Zamiast tego zorganizowano I Spartakiadę Zrzeszeń Sportowych. Zespół Akademickiego Zrzeszenia Sportowego, oparty na siatkarzach AZS-AWF zajął w tym turnieju 3. miejsce.
W 1952 roku powrócono do rozgrywania Mistrzostw Polski. We Wrocławskim finale spotkały się cztery drużyny: Gwardia Wrocław – gospodarz, oraz AZS-AWF, Legia i Jednostka Wojskowa 3263 z Warszawy. W decydującym o tytule meczu AZS-AWF pokonał Gwardię 3-1.

### Złota dekada
Pierwszy tytuł mistrzowski sprawił, że drużyna bardzo się skonsolidowała. Przełożyło się to na kolejne mistrzostwa. Cztery z dziesięciu tytułów zespół z Bielan zdobył niezmienną szóstką: Woluch, Szlagor, Poleszczuk, Radomski, Szuppe i Wleciał. Każdy z tych siatkarzy prezentował wysoki poziom wyszkolenia technicznego, przy jednoczesnej wszechstronności. W kolejnych sezonach zaczęło dochodzić do zmian w trzonie drużyny. Miejsce starszych zawodników, którzy kończyli studia w AWF-ie pojawiali się młodzi zdolni studenci z młodszych roczników.

### Lata 70.
Po złotym okresie AZS-AWF w kolejnej dekadzie zaczął powoli tracić swoją pozycję w lidze. Z klubem stopniowo żegnali się czołowi zawodnicy. Do Płomienia Milowice przeszli m.in. Ryszard Bosek czy Zbigniew Zarzycki, zaś Legia przejęła Edwarda Skorka i Aleksandra Skibę. Ubytki kadrowe sprawiły, że w 1974 roku drużyna zajmuje przedostanie miejsce w lidze i spada do II ligi. Powraca z niej do elity dopiero w 1980 roku. Jednak po tym sezonie kolejny raz spadła do niższej klasy rozgrywkowej. Był to ostatni sezon w rozgrywkach mistrzowskich.

## Bilans sezon po sezonie
| Sezon     | Miejsce              | Puchar Polski | europejskie puchary |
| --------- | -------------------- | ------------- | ------------------- |
| 1950      |                      |               |                     |
| 1951      | rozgrywki zawieszone |               |                     |
| 1952      | 1.                   | 3.            |                     |
| 1953      | 1.                   | 1.            |                     |
| 1953/1954 | 1.                   | 1.            |                     |
| 1954      | [ 1 ]                | 1.            |                     |
| 1954/1955 | 1.                   |               |                     |
| 1955/1956 | 1.                   |               |                     |
| 1956/1957 | 1.                   |               |                     |
| 1957/1958 | 1.                   |               |                     |
| 1958/1959 | 1.                   |               |                     |
| 1959/1960 | 1.                   |               | PEMK 3.-4.          |
| 1960/1961 | 1.                   |               | PEMK 1/4 finału     |
| 1961/1962 | 2.                   |               | PEMK faza grupowa   |
| 1962/1963 | 1.                   |               |                     |
| 1963/1964 | 5.                   |               | PEMK 1/4 finału     |
| 1964/1965 | 1.                   |               |                     |
| 1965/1966 | 1.                   |               | PEMK 1/4 finału     |
| 1966/1967 | 2.                   |               | PEMK 1/4 finału     |
| 1967/1968 | 1.                   |               |                     |
| 1968/1969 | 3.                   |               | PEMK 1/4 finału     |
| 1969/1970 | 2.                   | 2.            |                     |
| 1970/1971 | 4.                   |               |                     |
| 1971/1972 | 3.                   |               |                     |
| 1972/1973 | 7.                   | 2.            |                     |
| 1973/1974 | 9.                   |               |                     |
| 1974/1975 | 2.                   |               |                     |
| 1975/1976 | 4.                   |               |                     |
| 1976/1977 | 5.                   |               |                     |
| 1977/1978 | 5.                   |               |                     |
| 1978/1979 | 1.                   |               |                     |
| 1979/1980 |                      |               |                     |
| 1980/1981 |                      |               |                     |
| 1981/1982 |                      |               |                     |
| 1982/1983 |                      |               |                     |
| 1983/1984 |                      |               |                     |
| 1984/1985 |                      |               |                     |
| 1985/1986 |                      |               |                     |
| 1986/1987 |                      |               |                     |
| 1987/1988 |                      |               |                     |
| 1988/1989 |                      |               |                     |
| 1989/1990 |                      |               |                     |
| 1990/1991 |                      |               |                     |
| 1991/1992 |                      |               |                     |
| 1992/1993 |                      |               |                     |
| 1993/1994 | 10.                  |               |                     |
| 1994/1995 | 3.                   |               |                     |
| 1994/1995 |                      |               |                     |

Poziom rozgrywek:
     pierwszy, najwyższy ogólnokrajowy
     drugi
     trzeci
     czwarty

## Sukcesy
- Mistrzostwa Polski:
  -  1. miejsce (14x): 1952, 1953, 1954, 1955, 1956, 1957, 1958, 1959, 1960, 1961, 1963, 1965, 1966, 1968
  -  2. miejsce (3x): 1962, 1967, 1970
  -  3. miejsce (2x): 1969, 1972
- Puchar Polski:
  -  1. miejsce (3x): 1953, 1953/54, 1954
  -  2. miejsce (2x): 1970, 1973
  -  3. miejsce (1x): 1952

## Mistrzowskie składy
| AZS-AWF Warszawa 1952 | AZS-AWF Warszawa 1952 | AZS-AWF Warszawa 1952 | AZS-AWF Warszawa 1952 | AZS-AWF Warszawa 1952 |
| Nr                    | Imię i nazwisko       | Data ur.              | Wzrost                | Pozycja               |
| --------------------- | --------------------- | --------------------- | --------------------- | --------------------- |
|                       | Zbigniew Flont        | 7.09.1930             |                       |                       |
|                       | Stanisław Mazur       |                       |                       |                       |
|                       | Waldemar Poleszczuk   | 7.10.1931             |                       |                       |
|                       | Jerzy Rosłoński       |                       |                       |                       |
|                       | Tadeusz Szlagor       | 9.09.1929             |                       |                       |
|                       | Wojciech Szuppe       | 15.05.1931            |                       |                       |
|                       | Jan Woluch            | 14.08.1929            |                       |                       |
|                       | Zbigniew Zarzycki     |                       |                       |                       |
|                       | Stefan Zawadzki       |                       |                       |                       |
|                       | Zygmunt Kraus         | Trener                | Trener                | Trener                |

| AZS-AWF Warszawa 1953 | AZS-AWF Warszawa 1953 | AZS-AWF Warszawa 1953 | AZS-AWF Warszawa 1953 | AZS-AWF Warszawa 1953 |
| Nr                    | Imię i nazwisko       | Data ur.              | Wzrost                | Pozycja               |
| --------------------- | --------------------- | --------------------- | --------------------- | --------------------- |
|                       | Tadeusz Ciepliński    |                       |                       |                       |
|                       | Zbigniew Flont        | 7.09.1930             |                       |                       |
|                       | Zbigniew Jóźwiak      |                       |                       |                       |
|                       | Roman Kulgawczuk      | 9.12.1934             |                       |                       |
|                       | Stanisław Mazur       |                       |                       |                       |
|                       | Waldemar Poleszczuk   | 7.10.1931             |                       |                       |
|                       | Marian Radomski       | 14.08.1930            |                       |                       |
|                       | Tadeusz Szlagor       | 9.09.1929             |                       |                       |
|                       | Wojciech Szuppe       | 15.05.1931            |                       |                       |
|                       | Tadeusz Wleciał       | 28.02.1930            |                       |                       |
|                       | Jan Woluch            | 14.08.1929            |                       |                       |
|                       | Zygmunt Kraus         | Trener                | Trener                | Trener                |

| AZS-AWF Warszawa 1954 | AZS-AWF Warszawa 1954 | AZS-AWF Warszawa 1954 | AZS-AWF Warszawa 1954 | AZS-AWF Warszawa 1954 |
| Nr                    | Imię i nazwisko       | Data ur.              | Wzrost                | Pozycja               |
| --------------------- | --------------------- | --------------------- | --------------------- | --------------------- |
|                       | Henryk Łaszcz         | 14.01.1927            |                       |                       |
|                       | Waldemar Poleszczuk   | 7.10.1931             |                       |                       |
|                       | Marian Radomski       | 14.08.1930            |                       |                       |
|                       | Tadeusz Szlagor       | 9.09.1929             |                       |                       |
|                       | Aleksy Szołomicki     | 25.02.1930            |                       |                       |
|                       | Wojciech Szuppe       | 15.05.1931            |                       |                       |
|                       | Tadeusz Wleciał       | 28.02.1930            |                       |                       |
|                       | Jan Woluch            | 14.08.1929            |                       |                       |
|                       | Zygmunt Kraus         | Trener                | Trener                | Trener                |

| AZS-AWF Warszawa 1955 | AZS-AWF Warszawa 1955 | AZS-AWF Warszawa 1955 | AZS-AWF Warszawa 1955 | AZS-AWF Warszawa 1955 |
| Nr                    | Imię i nazwisko       | Data ur.              | Wzrost                | Pozycja               |
| --------------------- | --------------------- | --------------------- | --------------------- | --------------------- |
|                       | Zbigniew Jóźwiak      |                       |                       |                       |
|                       | Stanisław Mazur       |                       |                       |                       |
|                       | Waldemar Poleszczuk   | 7.10.1931             |                       |                       |
|                       | Marian Radomski       | 14.08.1930            |                       |                       |
|                       | Tadeusz Szlagor       | 9.09.1929             |                       |                       |
|                       | Wojciech Szuppe       | 15.05.1931            |                       |                       |
|                       | Leonard Tietianiec    | 26.01.1932            |                       |                       |
|                       | Tadeusz Wleciał       | 28.02.1930            |                       |                       |
|                       | Jan Woluch            | 14.08.1929            |                       |                       |
|                       | Zygmunt Kraus         | Trener                | Trener                | Trener                |

| AZS-AWF Warszawa 1956 | AZS-AWF Warszawa 1956 | AZS-AWF Warszawa 1956 | AZS-AWF Warszawa 1956 | AZS-AWF Warszawa 1956 |
| Nr                    | Imię i nazwisko       | Data ur.              | Wzrost                | Pozycja               |
| --------------------- | --------------------- | --------------------- | --------------------- | --------------------- |
|                       | Zbigniew Jóźwiak      |                       |                       |                       |
|                       | Jerzy Kędra           |                       |                       |                       |
|                       | Stanisław Mazur       |                       |                       |                       |
|                       | Waldemar Poleszczuk   | 7.10.1931             |                       |                       |
|                       | Marian Radomski       | 14.08.1930            |                       |                       |
|                       | Ryszard Sierszulski   | 8.09.1935             |                       |                       |
|                       | Adolf Skowron         | 23.02.1934            |                       |                       |
|                       | Tadeusz Szlagor       | 9.09.1929             |                       |                       |
|                       | Wojciech Szuppe       | 15.05.1931            |                       |                       |
|                       | Leonard Tietianiec    | 26.01.1932            |                       |                       |
|                       | Tadeusz Wleciał       | 28.02.1930            |                       |                       |
|                       | Jan Woluch            | 14.08.1929            |                       |                       |
|                       | Zygmunt Kraus         | Trener                | Trener                | Trener                |

| AZS-AWF Warszawa 1957 | AZS-AWF Warszawa 1957 | AZS-AWF Warszawa 1957 | AZS-AWF Warszawa 1957 | AZS-AWF Warszawa 1957 |
| Nr                    | Imię i nazwisko       | Data ur.              | Wzrost                | Pozycja               |
| --------------------- | --------------------- | --------------------- | --------------------- | --------------------- |
|                       | Aleksander Gediga     | 23.02.1938            |                       |                       |
|                       | Zbigniew Jóźwiak      |                       |                       |                       |
|                       | Stanisław Mazur       |                       |                       |                       |
|                       | Andrzej Muszyński     |                       |                       |                       |
|                       | Waldemar Poleszczuk   | 7.10.1931             |                       |                       |
|                       | Ryszard Sierszulski   | 8.09.1935             |                       |                       |
|                       | Adolf Skowron         | 23.02.1934            |                       |                       |
|                       | Tadeusz Szlagor       | 9.09.1929             |                       |                       |
|                       | Wojciech Szuppe       | 15.05.1931            |                       |                       |
|                       | Leonard Tietianiec    | 26.01.1932            |                       |                       |
|                       | Tadeusz Wleciał       | 28.02.1930            |                       |                       |
|                       | Zygmunt Kraus         | Trener                | Trener                | Trener                |

| AZS-AWF Warszawa 1958 | AZS-AWF Warszawa 1958 | AZS-AWF Warszawa 1958 | AZS-AWF Warszawa 1958 | AZS-AWF Warszawa 1958 |
| Nr                    | Imię i nazwisko       | Data ur.              | Wzrost                | Pozycja               |
| --------------------- | --------------------- | --------------------- | --------------------- | --------------------- |
|                       | Tadeusz Ciepliński    |                       |                       |                       |
|                       | Aleksander Gediga     | 23.02.1938            |                       |                       |
|                       | Andrzej Muszyński     |                       |                       |                       |
|                       | Waldemar Poleszczuk   | 7.10.1931             |                       |                       |
|                       | Ryszard Sierszulski   | 8.09.1935             |                       |                       |
|                       | Adolf Skowron         | 23.02.1934            |                       |                       |
|                       | Tadeusz Szlagor       | 9.09.1929             |                       |                       |
|                       | Wojciech Szuppe       | 15.05.1931            |                       |                       |
|                       | Tadeusz Wleciał       | 28.02.1930            |                       |                       |
|                       | Zygmunt Kraus         | Trener                | Trener                | Trener                |

| AZS-AWF Warszawa 1959 | AZS-AWF Warszawa 1959 | AZS-AWF Warszawa 1959 | AZS-AWF Warszawa 1959 | AZS-AWF Warszawa 1959 |
| Nr                    | Imię i nazwisko       | Data ur.              | Wzrost                | Pozycja               |
| --------------------- | --------------------- | --------------------- | --------------------- | --------------------- |
|                       | Aleksander Gediga     | 23.02.1938            |                       |                       |
|                       | Andrzej Muszyński     |                       |                       |                       |
|                       | Waldemar Poleszczuk   | 7.10.1931             |                       |                       |
|                       | Ryszard Sierszulski   | 8.09.1935             |                       |                       |
|                       | Adolf Skowron         | 23.02.1934            |                       |                       |
|                       | Tadeusz Szlagor       | 9.09.1929             |                       |                       |
|                       | Wojciech Szuppe       | 15.05.1931            |                       |                       |
|                       | Bogdan Tomaszewski    |                       |                       |                       |
|                       | Tadeusz Wleciał       | 28.02.1930            |                       |                       |
|                       | Zygmunt Kraus         | Trener                | Trener                | Trener                |

| AZS-AWF Warszawa 1960 | AZS-AWF Warszawa 1960 | AZS-AWF Warszawa 1960 | AZS-AWF Warszawa 1960 | AZS-AWF Warszawa 1960 |
| Nr                    | Imię i nazwisko       | Data ur.              | Wzrost                | Pozycja               |
| --------------------- | --------------------- | --------------------- | --------------------- | --------------------- |
|                       | Aleksander Gediga     | 23.02.1938            |                       |                       |
|                       | Z. Jarosz             |                       |                       |                       |
|                       | Krzysztof Materkowski |                       |                       |                       |
|                       | Eustachy Młotkowski   |                       |                       |                       |
|                       | Andrzej Muszyński     |                       |                       |                       |
|                       | Waldemar Poleszczuk   | 7.10.1931             |                       |                       |
|                       | Janusz Seroczyński    |                       |                       |                       |
|                       | Adolf Skowron         | 23.02.1934            |                       |                       |
|                       | Henryk Stawicki       |                       |                       |                       |
|                       | Tadeusz Szlagor       | 9.09.1929             |                       |                       |
|                       | Wojciech Szuppe       | 15.05.1931            |                       |                       |
|                       | Jerzy Szymczyk        | 30.09.1942            |                       |                       |
|                       | Bogdan Tomaszewski    |                       |                       |                       |
|                       | Janusz Tukiendorf     | 2.01.1941             |                       |                       |
|                       | Andrzej Warych        | 24.11.1940            |                       |                       |
|                       | Tadeusz Wleciał       | 28.02.1930            |                       |                       |
|                       | Zygmunt Kraus         | Trener                | Trener                | Trener                |

| AZS-AWF Warszawa 1961 | AZS-AWF Warszawa 1961 | AZS-AWF Warszawa 1961 | AZS-AWF Warszawa 1961 | AZS-AWF Warszawa 1961 |
| Nr                    | Imię i nazwisko       | Data ur.              | Wzrost                | Pozycja               |
| --------------------- | --------------------- | --------------------- | --------------------- | --------------------- |
|                       | Henryk Abrycki        |                       |                       |                       |
|                       | Aleksander Gediga     | 23.02.1938            |                       |                       |
|                       | Wiktor Kobędza        |                       |                       |                       |
|                       | Józef Kopaczel        |                       |                       |                       |
|                       | Mieczysław Kosiński   |                       |                       |                       |
|                       | Krzysztof Materkowski |                       |                       |                       |
|                       | Andrzej Muszyński     |                       |                       |                       |
|                       | Waldemar Poleszczuk   | 7.10.1931             |                       |                       |
|                       | Zbigniew Rusek        | 2.10.1938             |                       |                       |
|                       | Janusz Seroczyński    |                       |                       |                       |
|                       | Tadeusz Szlagor       | 9.09.1929             |                       |                       |
|                       | Wojciech Szuppe       | 15.05.1931            |                       |                       |
|                       | Jerzy Szymczyk        | 30.09.1942            |                       |                       |
|                       | Bogdan Tomaszewski    |                       |                       |                       |
|                       | Andrzej Warych        | 24.11.1940            |                       |                       |
|                       | Tadeusz Wleciał       | 28.02.1930            |                       |                       |
|                       | Zygmunt Kraus         | Trener                | Trener                | Trener                |

| AZS-AWF Warszawa 1963 | AZS-AWF Warszawa 1963 | AZS-AWF Warszawa 1963 | AZS-AWF Warszawa 1963 | AZS-AWF Warszawa 1963 |
| Nr                    | Imię i nazwisko       | Data ur.              | Wzrost                | Pozycja               |
| --------------------- | --------------------- | --------------------- | --------------------- | --------------------- |
|                       | Henryk Abrycki        |                       |                       |                       |
|                       | Andrzej Keppel        |                       |                       |                       |
|                       | Wiktor Kobędza        |                       |                       |                       |
|                       | Mieczysław Kosiński   |                       |                       |                       |
|                       | Eustachy Młotkowski   |                       |                       |                       |
|                       | Mieczysław Młotkowski |                       |                       |                       |
|                       | Zbigniew Rusek        | 2.10.1938             |                       |                       |
|                       | Marek Rychter         |                       |                       |                       |
|                       | Janusz Seroczyński    |                       |                       |                       |
|                       | Jerzy Szymczyk        | 30.09.1942            |                       |                       |
|                       | Janusz Tukiendorf     | 2.01.1941             |                       |                       |
|                       | Hubert Wagner         | 4.03.1941             |                       |                       |
|                       | Andrzej Warych        | 24.11.1940            |                       |                       |
|                       | Zygmunt Kraus         | Trener                | Trener                | Trener                |

| AZS-AWF Warszawa 1965 | AZS-AWF Warszawa 1965 | AZS-AWF Warszawa 1965 | AZS-AWF Warszawa 1965 | AZS-AWF Warszawa 1965 |
| Nr                    | Imię i nazwisko       | Data ur.              | Wzrost                | Pozycja               |
| --------------------- | --------------------- | --------------------- | --------------------- | --------------------- |
|                       | Henryk Abrycki        |                       |                       |                       |
|                       | Zdzisław Ambroziak    | 1.01.1944             |                       |                       |
|                       | Jerzy Kostewicz       |                       |                       |                       |
|                       | Eustachy Młotkowski   |                       |                       |                       |
|                       | Mieczysław Młotkowski |                       |                       |                       |
|                       | Stanisław Różalski    |                       |                       |                       |
|                       | Marek Rychter         |                       |                       |                       |
|                       | Edward Skorek         | 13.06.1943            |                       |                       |
|                       | Janusz Tukiendorf     | 2.01.1941             |                       |                       |
|                       | Hubert Wagner         | 4.03.1941             |                       |                       |
|                       | Andrzej Warych        | 24.11.1940            |                       |                       |
|                       | Wojciech Szuppe       | Trener                | Trener                | Trener                |

| AZS-AWF Warszawa 1966 | AZS-AWF Warszawa 1966 | AZS-AWF Warszawa 1966 | AZS-AWF Warszawa 1966 | AZS-AWF Warszawa 1966 |
| Nr                    | Imię i nazwisko       | Data ur.              | Wzrost                | Pozycja               |
| --------------------- | --------------------- | --------------------- | --------------------- | --------------------- |
|                       | Zdzisław Ambroziak    | 1.01.1944             |                       |                       |
|                       | Stanisław Grabek      | 15.02.1942            |                       |                       |
|                       | Jerzy Kostewicz       |                       |                       |                       |
|                       | Eustachy Młotkowski   |                       |                       |                       |
|                       | Mieczysław Młotkowski |                       |                       |                       |
|                       | Stanisław Różalski    |                       |                       |                       |
|                       | Marek Rychter         |                       |                       |                       |
|                       | Aleksander Skiba      | 26.02.1945            |                       |                       |
|                       | Edward Skorek         | 13.06.1943            |                       |                       |
|                       | Janusz Strzelczyk     |                       |                       |                       |
|                       | Janusz Tukiendorf     | 2.01.1941             |                       |                       |
|                       | Hubert Wagner         | 4.03.1941             |                       |                       |
|                       | Andrzej Warych        | 24.11.1940            |                       |                       |
|                       | Wojciech Szuppe       | Trener                | Trener                | Trener                |

| AZS-AWF Warszawa 1968 | AZS-AWF Warszawa 1968 | AZS-AWF Warszawa 1968 | AZS-AWF Warszawa 1968 | AZS-AWF Warszawa 1968 |
| Nr                    | Imię i nazwisko       | Data ur.              | Wzrost                | Pozycja               |
| --------------------- | --------------------- | --------------------- | --------------------- | --------------------- |
|                       | Zdzisław Ambroziak    | 1.01.1944             |                       |                       |
|                       | Jerzy Baranowski      |                       |                       |                       |
|                       | Stanisław Grabek      | 15.02.1942            |                       |                       |
|                       | Zbigniew Jasiukiewicz | 13.10.1947            |                       |                       |
|                       | Jerzy Kostewicz       |                       |                       |                       |
|                       | Jerzy Niemczyk        |                       |                       |                       |
|                       | Witold Niesłuchowski  |                       |                       |                       |
|                       | Marek Rychter         |                       |                       |                       |
|                       | Janusz Seroczyński    |                       |                       |                       |
|                       | Janusz Tukiendorf     | 2.01.1941             |                       |                       |
|                       | Hubert Wagner         | 4.03.1941             |                       |                       |
|                       | Andrzej Warych        | 24.11.1940            |                       |                       |
|                       | Zbigniew Zarzycki     |                       |                       |                       |
|                       | Wojciech Szuppe       | Trener                | Trener                | Trener                |

## Trenerzy
| Nazwisko                           | Okres | Okres |
| ---------------------------------- | ----- | ----- |
| Zygmunt Kraus                      | 1949  | 1964  |
| Wojciech Szuppe                    | 1964  | 1980  |
| Janusz Tukiendorf Robert Jabłoński | 1981  | 1984  |
| Andrzej Ojrzanowski                | 1985  | 1988  |
| Leszek Filipowicz                  | 1988  | 1995  |